# Orodaliscus spalacophilus
Orodaliscus spalacophilus är en skalbaggsart som beskrevs av Vladimir Sergeevich Novikov 1996. Orodaliscus spalacophilus ingår i släktet Orodaliscus och familjen Aphodiidae. Inga underarter finns listade i Catalogue of Life.